# Phymatodes heterophylla
Phymatodes heterophylla là một loài dương xỉ trong họ Dipteridaceae. Loài này được L. Small mô tả khoa học đầu tiên năm 1932.